# Драгутиновић
Драгутиновић је српско патронимско презиме настало од мушког имена Драгутин. Познати људи са овим презименом су:
- Владимир Драгутиновић, српски кошаркаш
- Диана Драгутиновић, министарка финансија у Влади Србије
- Ивица Драгутиновић, српски фудбалер
- Никола Драгутиновић, глумац